# Punk Goes …
Punk Goes … ist eine Serie von Kompilationen, die von Fearless Records veröffentlicht wurde, in der verschiedene Punk-Rock-Bands Songs anderer Genres oder Jahrzehnte covern. Nach dem einleitenden Punk Goes steht das jeweilige Genre. Die Serie startete 2000 mit dem Titel Punk Goes Metal, die am 1. August veröffentlicht wurde. Punk Goes Pop, der zweite Teil der Serie, wurde insgesamt sechsmal fortgesetzt. Einigen der Alben gelang ein Einzug in die US-amerikanischen Billboard 200. Am erfolgreichsten war Punk Goes Pop 2, das Platz 15 erreichte. Bislang wurden 19 verschiedene Kompilationen veröffentlicht.
Die Alben Punk Goes Acoustic und Punk Goes Acoustic 2 weichen von diesem Schema ab. In diesen Alben spielen die jeweiligen Bands Akustikversionen ihrer eigenen Songs.

## Chartplatzierungen

### Kompilationen
| Jahr | Titel                               | Höchstplatzierung, Gesamtwochen, AuszeichnungChartsChartplatzierungen (Jahr, Titel, Platzierungen, Wochen, Auszeichnungen, Anmerkungen) | Anmerkungen                             |
| Jahr | Titel                               | US | Anmerkungen                             |
| ---- | ----------------------------------- | --- | --------------------------------------- |
| 2000 | Punk Goes Metal                     | — | Erstveröffentlichung: 1. August 2000    |
| 2002 | Punk Goes Pop                       | — | Erstveröffentlichung: 3. April 2002     |
| 2003 | Punk Goes Acoustic                  | — | Erstveröffentlichung: 21. Oktober 2003  |
| 2005 | Punk Goes 80’s                      | — | Erstveröffentlichung: 7. Juni 2005      |
| 2006 | Punk Goes 90’s                      | US186 (2 Wo.)US | Erstveröffentlichung: 9. Mai 2006       |
| 2007 | Punk Goes Acoustic 2                | US125 (1 Wo.)US | Erstveröffentlichung: 8. Mai 2007       |
| 2008 | Punk Goes Crunk                     | US86 (4 Wo.)US | Erstveröffentlichung: 9. Mai 2008       |
| 2009 | Punk Goes Pop 2                     | US15 (8 Wo.)US | Erstveröffentlichung: 10. März 2009     |
| 2010 | Punk Goes Classic Rock              | US23 (2 Wo.)US | Erstveröffentlichung: 27. April 2010    |
| 2010 | Punk Goes Pop 3                     | US28 (2 Wo.)US | Erstveröffentlichung: 2. November 2010  |
| 2011 | Punk Goes X                         | — | Erstveröffentlichung: 25. Januar 2011   |
| 2011 | Punk Goes Pop 4                     | US92 (2 Wo.)US | Erstveröffentlichung: 21. November 2011 |
| 2012 | Punk Goes Pop 5                     | US16 (2 Wo.)US | Erstveröffentlichung: 9. November 2012  |
| 2013 | Punk Goes Christmas                 | US95 (1 Wo.)US | Erstveröffentlichung: 5. November 2013  |
| 2014 | Punk Goes 90’s 2                    | US41 (1 Wo.)US | Erstveröffentlichung: 31. März 2014     |
| 2014 | Punk Goes Pop 6                     | US19 (2 Wo.)US | Erstveröffentlichung: 17. November 2014 |
| 2015 | Punk Goes Christmas: Deluxe Edition | — | Erstveröffentlichung: 27. November 2015 |
| 2017 | Punk Goes Pop Vol. 7                | US79 (1 Wo.)US | Erstveröffentlichung: 14. Juli 2017     |
| 2019 | Punk Goes Acoustic Vol. 3           | — | Erstveröffentlichung: 26. Juli 2019     |

## Die einzelnen Ausgaben

### Punk Goes Metal
Punk Goes Metal erschien am 1. August 2000 und beinhaltete ausschließlich Songs, die dem Metal zuzuordnen sind. Mit Why Rock? von The Aquabats befindet sich ein eigener Song auf dem Album, der von Aquabats unter dem fiktiven Bandnamen Leather Pyrate eingespielt wurde.
| #   | Titel                        | Band              | Originalkünstler              | Länge |
| --- | ---------------------------- | ----------------- | ----------------------------- | ----- |
| 1.  | Breaking the Law             | Divit             | Judas Priest                  | 2:09  |
| 2.  | Talk Dirty to Me             | Jughead’s Revenge | Poison                        | 3:26  |
| 3.  | My Michelle                  | AFI               | Guns n’ Roses                 | 3:33  |
| 4.  | War Ensemble                 | Bigwig            | Slayer                        | 5:10  |
| 5.  | Heaven                       | New Found Glory   | Warrant                       | 3:30  |
| 6.  | Bark at the Moon             | Strung Out        | Ozzy Osbourne                 | 3:32  |
| 7.  | I Remember You               | The Ataris        | Skid Row                      | 3:38  |
| 8.  | Harvester of Sorrow          | Link 80           | Metallica                     | 4:31  |
| 9.  | Sexual Abuse                 | Guttermouth       | St. Madness                   | 3:56  |
| 10. | T.N.T.                       | Dynamite Boy      | AC/DC                         | 3:19  |
| 11. | Little Fighter               | Death by Stereo   | White Lion                    | 4:09  |
| 12. | Youth Gone Wild              | Swindle           | Skid Row                      | 3:02  |
| 13. | I Don’t Know                 | Turnedown         | Ozzy Osbourne                 | 4:38  |
| 14. | Looks That Kill              | Diesel Boy        | Mötley Crüe                   | 3:46  |
| 15. | Holy Wars…The Punishment Due | RX Bandits        | Megadeth                      | 5:10  |
| 16. | Love Song                    | Ten Foot Pole     | Tesla                         | 2:36  |
| 17. | Why Rock?                    | The Aquabats!     | Leather Pyrate (The Aquabats) | 4:52  |

### Punk Goes Pop
Punk Goes Pop ist der zweite Teil der Reihe und wurde am 2. April 2002 veröffentlicht. Die Pop-Reihe war so erfolgreich, dass sie selbst fünf Fortsetzungen erfuhr.
| #   | Titel                      | Künstler              | Originalkünstler              | Länge |
| --- | -------------------------- | --------------------- | ----------------------------- | ----- |
| 1.  | I Want It That Way         | Dynamite Boy          | Backstreet Boys               | 3:32  |
| 2.  | Candy                      | Slick Shoes           | Mandy Moore                   | 3:31  |
| 3.  | Everywhere                 | Yellowcard            | Michelle Branch               | 3:35  |
| 4.  | Get the Party Started      | Stretch Arm Strong    | Pink                          | 2:04  |
| 5.  | Like a Prayer              | Rufio                 | Madonna                       | 3:49  |
| 6.  | Bye Bye Bye                | Further Seems Forever | *NSYNC                        | 3:25  |
| 7.  | Crush                      | Noise Ratchet         | Mandy Moore                   | 3:02  |
| 8.  | I’m Like a Bird            | Element 101           | Nelly Furtado                 | 3:50  |
| 9.  | Survivor                   | Knockout              | Destiny’s Child feat. Da Brat | 2:24  |
| 10. | I’m Real                   | The Starting Line     | Jennifer Lopez feat. Ja Rule  | 3:28  |
| 11. | The Way You Love Me        | Keepsake              | Faith Hill                    | 4:12  |
| 12. | Sometimes                  | Reach the Sky         | Britney Spears                | 3:34  |
| 13. | All Or Nothing             | Fake ID               | O-Town                        | 3:20  |
| 14. | Borderline                 | Showoff               | Madonna                       | 3:39  |
| 15. | Send Me an Angel           | Thrice                | Real Life                     | 3:24  |
| 16. | … Baby One More Time       | Nicotine              | Britney Spears                | 2:33  |
| 17. | Heaven Is a Place on Earth | Student Rick          | Belinda Carlisle              | 3:27  |

### Punk Goes Acoustic
Punk Goes Acoustic weicht vom Konzept der bisherigen Teile ab, weil es ausschließlich Originalkompositionen der jeweiligen Künstler enthält, allerdings in exklusiven Akustikversionen. Auf dem Album vertreten sind neben den Bands des Fearless-Labels auch Künstler von Victory Records. Es erschien am 21. Oktober 2003.
| #   | Titel                                    | Künstler             | Länge |
| --- | ---------------------------------------- | -------------------- | ----- |
| 1.  | Time to Talk                             | Open Hand            | 3:58  |
| 2.  | Trust                                    | Thrice               | 2:40  |
| 3.  | Firewater                                | Yellowcard           | 3:22  |
| 4.  | Memory                                   | Sugarcult            | 3:43  |
| 5.  | Letters to You                           | Finch                | 3:46  |
| 6.  | A Hole In the World                      | Thursday             | 5:34  |
| 7.  | Playing Favorites                        | The Starting Line    | 4:03  |
| 8.  | Velvet Alley                             | Strung Out           | 4:59  |
| 9.  | Eight of Nine                            | The Ataris           | 2:45  |
| 10. | Cute Without the 'E' (Cut from the Team) | Taking Back Sunday   | 4:26  |
| 11. | Chloroform Perfume                       | From Autumn to Ashes | 5:00  |
| 12. | Swing Life Away                          | Rise Against         | 2:26  |
| 13. | The King                                 | Piebald              | 4:36  |
| 14. | Over It                                  | Rufio                | 1:54  |
| 15. | Chalk Line                               | Strike Anywhere      | 4:18  |
| 16. | Away to the Heart                        | Noise Ratchet        | 3:39  |
| 17. | Blue Collar Lullaby                      | Coalesce             | 4:42  |
| 18. | Gathering Darkness                       | Grade                | 5:00  |
| 19. | Alone In the World                       | Glasseater           | 3:41  |
| 20. | Knew It All Along                        | Midtown              | 2:51  |

Bonus-CD
1. Onto Morning Stars – Anatomy of a Ghost (Fearless Records)
2. Still Standing – Rock Kills Kid (Fearless Records)
3. New Way to Dance – The Kinison (Fearless Records)
4. Anything – Plain White T’s (Fearless Records)
5. Taking It All Back – Count the Stars (Victory Records)
6. Shevanel Take 2 – Between the Buried and Me (Victory Records)
7. I Loved the Way She Said L.A. – Spitalfield (Victory Records)
8. Giving Up – Silverstein (Victory Records)

### Punk Goes 80’s
Punk Goes 80’s befasst sich mit den Pophits der 1980er.
| #   | Titel                             | Künstler                | Originalkünstler                              | Länge |
| --- | --------------------------------- | ----------------------- | --------------------------------------------- | ----- |
| 1.  | Manic Monday                      | Relient K               | The Bangles                                   | 2:44  |
| 2.  | I Ran                             | Hidden in Plain View    | A Flock of Seagulls                           | 4:25  |
| 3.  | I Melt with You                   | Sugarcult               | Modern English                                | 3:47  |
| 4.  | Your Love                         | Midtown                 | The Outfield                                  | 4:23  |
| 5.  | Don’t You (Forget About Me)       | Rufio                   | Simple Minds                                  | 4:13  |
| 6.  | Pop Song 89                       | Motion City Soundtrack  | R.E.M.                                        | 3:05  |
| 7.  | Holding Out for a Hero            | Emery                   | Bonnie Tyler                                  | 4:16  |
| 8.  | Just Like Heaven                  | Gatsbys American Dream  | The Cure                                      | 3:01  |
| 9.  | The Power of Love                 | The Early November      | Huey Lewis & the News                         | 5:19  |
| 10. | Straight Up                       | Halifax                 | Paula Abdul                                   | 4:35  |
| 11. | Dead Man’s Party                  | A Thorn for Every Heart | Oingo Boingo                                  | 3:36  |
| 12. | Wrapped Around Your Finger        | Brazil                  | The Police                                    | 5:09  |
| 13. | Forever Young                     | So They Say             | Rod Stewart                                   | 3:19  |
| 14. | Everybody Wants to Rule the World | JamisonParker           | Tears for Fears                               | 3:33  |
| 15. | Video Killed the Radio Star       | Amber Pacific           | Bruce Woolley and the Camera Club/The Buggles | 2:30  |

### Punk Goes 90’s
Ähnlich wie der vorhergehende Teil legt auch Punk Goes 90’s den Fokus auf ein Jahrzehnt, in diesem Fall auf die 1990er.
| #   | Titel                | Künstler                                                        | Originalkünstler      | Länge |
| --- | -------------------- | --------------------------------------------------------------- | --------------------- | ----- |
| 1.  | March of the Pigs    | Mae                                                             | Nine Inch Nails       | 2:45  |
| 2.  | Song 2               | Plain White T’s                                                 | Blur                  | 2:07  |
| 3.  | Under the Bridge     | Gym Class Heroes                                                | Red Hot Chili Peppers | 3:25  |
| 4.  | Black Hole Sun       | Copeland                                                        | Soundgarden           | 4:31  |
| 5.  | Hey Jealousy         | Hit the Lights                                                  | Gin Blossoms          | 2:58  |
| 6.  | All I Want           | Emery                                                           | Toad the Wet Sprocket | 3:49  |
| 7.  | Losing My Religion   | Scary Kids Scaring Kids                                         | R.E.M.                | 3:57  |
| 8.  | Wonderwall           | Cartel                                                          | Oasis                 | 4:53  |
| 9.  | You Oughta Know      | The Killing Moon                                                | Alanis Morissette     | 3:41  |
| 10. | Stars                | Bleeding Through                                                | Hum                   | 5:21  |
| 11. | Enjoy the Silence    | Anberlin                                                        | Depeche Mode          | 3:32  |
| 12. | The Beautiful People | Eighteen Visions                                                | Marilyn Manson        | 3:35  |
| 13. | Big Time Sensuality  | The Starting Line                                               | Björk                 | 3:12  |
| 14. | In Bloom             | So They Say                                                     | Nirvana               | 3:48  |
| 15. | Jumper               | BEDlight for BlueEYES feat, Sebastian Davin (Dropping Daylight) | Third Eye Blind       | 4:04  |

### Punk Goes Acoustic 2
Punk Goes Acoustic 2 ist die erste Fortsetzung innerhalb der Reihe und erschien am 8. Mai 2007.
| #   | Titel                        | Künstler                 | Länge |
| --- | ---------------------------- | ------------------------ | ----- |
| 1.  | Bruised                      | Jack’s Mannequin         | 4:27  |
| 2.  | Don’t Be So Hard             | The Audition             | 3:43  |
| 3.  | Baby Come On                 | +44                      | 2:52  |
| 4.  | Sun                          | Daphne Loves Derby       | 3:18  |
| 5.  | Woe                          | Say Anything             | 4:07  |
| 6.  | Apology                      | Alesana                  | 4:00  |
| 7.  | Jasey Rae                    | All Time Low             | 3:34  |
| 8.  | Red Light Pledge             | Silverstein              | 3:46  |
| 9.  | Night Drive                  | The All-American Rejects | 3:48  |
| 10. | Three Cheers for Five Years  | Mayday Parade            | 4:51  |
| 11. | Staplegunned                 | The Spill Canvas         | 3:08  |
| 12. | Who I Am Hates Who I’ve Been | Relient K                | 3:22  |
| 13. | Welcome to 1984              | Anti-Flag                | 2:28  |
| 14. | The Only Song                | Sherwood                 | 3:12  |
| 15. | Echoes                       | Set Your Goals           | 4:32  |

### Punk Goes Crunk
Punk Goes Crunk erschien am 8. April 2008. Entgegen dem Namen handelt es sich nicht um eine Kompilation, die nur Crunk-Songs enthielt, sondern hier wurden Hip-Hop-Hits aus den 1990ern und 2000ern neu vertont. Die einzige Nummer, die entfernt dem Crunk zugehörig sein könnte ist Put Yo Hood Up von Lil Jon. Punk Goes Crunk wird allgemein als der schlechteste Teil der kompletten Reihe betrachtet.
| #   | Title                   | Performer                | Length | Original Performer(s)                       |
| --- | ----------------------- | ------------------------ | ------ | ------------------------------------------- |
| 1.  | Put Yo Hood Up          | Set Your Goals           | 4:59   | Lil Jon & the Eastside Boyz                 |
| 2.  | Got Your Money          | Say Anything             | 4:15   | Ol’ Dirty Bastard feat. Kelis               |
| 3.  | I Wish                  | The Secret Handshake     | 2:52   | Skee-Lo                                     |
| 4.  | Men in Black            | Forever the Sickest Kids | 3:05   | Will Smith feat. Coko (SWV)                 |
| 5.  | California Love         | My American Heart        | 4:16   | 2Pac feat. Dr. Dre & Roger Troutman         |
| 6.  | I Wanna Love You        | The Maine                | 3:03   | Akon feat. Snoop Dogg                       |
| 7.  | Kryptonite (I’m on It)  | Emanuel                  | 4:30   | Purple Ribbon All-Stars                     |
| 8.  | The Seed (2.0)          | Person L                 | 4:22   | The Roots feat. Cody ChesnuTT               |
| 9.  | Still Fly               | The Devil Wears Prada    | 4:55   | Big Tymers                                  |
| 10. | Umbrella                | All Time Low             | 3:50   | Rihanna feat. Jay-Z                         |
| 11. | Notorious Thugs         | Scary Kids Scaring Kids  | 7:23   | Notorious B.I.G. feat. Bone Thugs-N-Harmony |
| 12. | Nuthin’ but a ‘G’ Thang | The Escape Frame         | 3:30   | Dr. Dre feat. Snoop Dogg                    |
| 13. | Gin and Juice           | Hot Rod Circuit          | 3:44   | Snoop Dogg                                  |
| 14. | Hey Ya!                 | Lorene Drive             | 4:24   | OutKast                                     |
| 15. | Tennessee               | New Found Glory          | 4:05   | Arrested Development                        |

### Punk Goes Pop Volume Two
Punk Goes Pop Volume II wurde 2009 im März veröffentlicht und war der bis dato erfolgreichste Teil. In der ersten Woche verkaufte das Album in den Vereinigten Staaten 21.000 Einheiten und erreichte so Platz 15 der Billboard 200. Ursprünglich war eine Veröffentlichung im Februar vorgesehen, doch Chiodos Cover zu Flagpole Sitta von Harvey Danger konnte erst später aufgenommen werden, so dass es einen Monat Verzögerung gab. dafür erhielten die Vorbesteller eine kostenlose Version des ersten Punk Goes Pop-Teils.
Erstmals in der Geschichte des Samplers wurde ein Song zweimal gecovert. … Baby One More Time von Britney Spears wurde bereits auf dem ersten Teil von Punk Goes Pop gecovert, damals von Nicotine.
| #   | Titel                          | Künstler           | Originalkünstler         | Länge |
| --- | ------------------------------ | ------------------ | ------------------------ | ----- |
| 1.  | What Goes Around… Comes Around | Alesana            | Justin Timberlake        | 4:31  |
| 2.  | Apologize                      | Silverstein        | OneRepublic              | 2:55  |
| 3.  | … Baby One More Time           | August Burns Red   | Britney Spears           | 3:10  |
| 4.  | When I Grow Up                 | Mayday Parade      | Pussycat Dolls           | 3:38  |
| 5.  | Over My Head (Cable Car)       | A Day to Remember  | The Fray                 | 3:31  |
| 6.  | Smooth                         | Escape the Fate    | Santana feat. Rob Thomas | 3:58  |
| 7.  | Ice Box                        | There for Tomorrow | Omarion feat. Timbaland  | 4:18  |
| 8.  | Flagpole Sitta                 | Chiodos            | Harvey Danger            | 3:39  |
| 9.  | Beautiful Girls                | Bayside            | Sean Kingston            | 3:41  |
| 10. | See You Again                  | Breathe Carolina   | Miley Cyrus              | 3:23  |
| 11. | Disturbia                      | The Cab            | Rihanna                  | 4:01  |
| 12. | Toxic                          | A Static Lullaby   | Britney Spears           | 3:20  |
| 13. | Love Song                      | Four Year Strong   | Sara Bareilles           | 3:03  |
| 14. | I Kissed a Girl                | Attack Attack!     | Katy Perry               | 3:00  |

### Punk Goes Classic Rock
Punk Goes Classic Rock, der neunte Teil der Serie, erschien am 27. April 2010. Mit Your Love von The Outfield wurde auch hier ein Lied zum zweiten Mal gecovert.
| #   | Title                              | Performer                                            | Original Performer(s)                         | Length |
| --- | ---------------------------------- | ---------------------------------------------------- | --------------------------------------------- | ------ |
| 1.  | More Than a Feeling                | Hit the Lights                                       | Boston                                        | 2:44   |
| 2.  | Paint It Black                     | VersaEmerge                                          | The Rolling Stones                            | 3:39   |
| 3.  | Free Fallin’                       | The Almost                                           | Tom Petty                                     | 4:31   |
| 4.  | We Are the Champions               | Mayday Parade                                        | Queen                                         | 3:14   |
| 5.  | Rock and Roll All Nite             | The Summer Set                                       | Kiss                                          | 4:02   |
| 6.  | Caught Up in You                   | We the Kings                                         | .38 Special                                   | 4:05   |
| 7.  | Separate Ways (Worlds Apart)       | A Skylit Drive                                       | Journey                                       | 4:09   |
| 8.  | Your Love                          | I See Stars                                          | The Outfield                                  | 3:13   |
| 9.  | (Don’t Fear) The Reaper            | Pierce the Veil                                      | Blue Öyster Cult                              | 4:20   |
| 10. | Crazy Train                        | Forever the Sickest Kids                             | Ozzy Osbourne                                 | 4:57   |
| 11. | Pour Some Sugar on Me              | The Maine                                            | Def Leppard                                   | 3:58   |
| 12. | All Along the Watchtower           | Envy on the Coast                                    | Bob Dylan (Version von Jimi Hendrix)          | 3:52   |
| 13. | Take Me Home Tonight               | Every Avenue ft. Juliet Simms (Automatic Loveletter) | Eddie Money ft. Ronnie Spector (The Ronettes) | 3:35   |
| 14. | Bohemian Rhapsody                  | Never Shout Never                                    | Queen                                         | 6:06   |
| 15. | Dream On                           | Blessthefall                                         | Aerosmith                                     | 4:50   |
| 16. | Runaway (Japanische Version)       | Lost                                                 | Bon Jovi                                      | 3:29   |
| 17. | Walk This Way (Japanische Version) | New Strike Zipper                                    | Aerosmith                                     | 3:05   |

### Punk Goes Pop Volume 03.
Punk Goes Pop Volume 03. erschien am 2. November 2010.
| #   | Titel                               | Künstler                | Originalkünstler                       | Länge |
| --- | ----------------------------------- | ----------------------- | -------------------------------------- | ----- |
| 1.  | Down                                | Breathe Carolina        | Jay Sean feat. Lil Wayne               | 3:43  |
| 2.  | Hot n Cold                          | Woe, Is Me              | Katy Perry                             | 3:07  |
| 3.  | Bad Romance                         | Artist vs. Poet         | Lady Gaga                              | 4:54  |
| 4.  | In My Head                          | Mayday Parade           | Jason Derülo                           | 3:41  |
| 5.  | Right Now (Na Na Na)                | Asking Alexandria       | Akon                                   | 4:20  |
| 6.  | Paper Planes                        | This Century            | M. I. A.                               | 3:23  |
| 7.  | Heartless                           | The Word Alive          | Kanye West                             | 4:00  |
| 8.  | Bulletproof                         | Family Force 5          | La Roux                                | 3:29  |
| 9.  | Blame It                            | Of Mice & Men           | Jamie Foxx feat. T-Pain                | 4:03  |
| 10. | Run This Town                       | Miss May I              | Jay-Z feat. Kanye West & Rihanna       | 3:49  |
| 11. | Airplanes                           | The Ready Set           | B.o.B feat. Hayley Williams (Paramore) | 2:37  |
| 12. | Dead and Gone                       | Cute Is What We Aim For | T.I. feat. Justin Timberlake           | 4:55  |
| 13. | Need You Now                        | Sparks the Rescue       | Lady Antebellum                        | 3:33  |
| 14. | My Love                             | We Came as Romans       | Justin Timberlake feat. T.I.           | 3:53  |
| 15. | Nothin’ on You (Japanische Version) | New Breed               | B.o.B feat. Bruno Mars                 | 4:28  |
| 16. | Omen (Japanische Version)           | Crossfaith              | The Prodigy                            | 3:59  |

Bonus-CD
1. Epiphany – The Word Alive (Fearless Records)
2. Smokahontas – Attack Attack! (Rise Records)
3. Come Back to Me – Amely (Fearless Records)
4. We Are Life – Emarosa (Rise Records)
5. Creatures – Motionless in White (Fearless Records)
6. Surroundings – My Ticket Home (Rise Records)
7. I’m Not Dead Yet – For All Those Sleeping (Fearless Records)
8. Lost in Existence – Scarlett O’Hara (Rise Records)
9. Letters and Love Notes – Go Radio (Fearless Records)
10. Behind Locked Doors – Ten After Two (Rise Records)

### Punk Goes X
Punk Goes X: Songs from the 2011 Winter X Games wurde am 25. Januar 2011 veröffentlicht. Es handelt sich um eine Spezialausgabe für die Winter X Games und enthält bis auf die ersten beiden Lieder nur bereits veröffentlichte Songs aus den beiden Alben Punk Goes Classic Rock und Punk Goes Pop Volume 03.
| #   | Titel                 | Künstler                                               | Originalkünstler                                | Länge |
| --- | --------------------- | ------------------------------------------------------ | ----------------------------------------------- | ----- |
| 1.  | Over the Mountain     | The Word Alive                                         | Ozzy Osbourne                                   | 4:21  |
| 2.  | Mountain Song         | Sparks the Rescue                                      | Jane’s Addiction                                | 4:12  |
| 3.  | Down                  | Breathe Carolina                                       | Jay Sean featuring Lil Wayne                    | 3:43  |
| 4.  | Pour Some Sugar on Me | The Maine                                              | Def Leppard                                     | 3:59  |
| 5.  | Paper Planes          | This Century                                           | M. I. A.                                        | 3:23  |
| 6.  | More Than a Feeling   | Hit the Lights                                         | Boston                                          | 2:43  |
| 7.  | Run This Town         | Miss May I                                             | Jay-Z feat. Rihanna & Kanye West                | 3:49  |
| 8.  | Caught Up in You      | We the Kings                                           | .38 Special                                     | 4:04  |
| 9.  | Heartless             | The Word Alive                                         | Kanye West                                      | 4:00  |
| 10. | Take Me Home Tonight  | Every Avenue feat. Juliet Simms (Automatic Loveletter) | Eddie Money feat. Ronnie Spector (The Ronettes) | 3:35  |
| 11. | Hot n Cold            | Woe, Is Me                                             | Katy Perry                                      | 3:07  |

### Punk Goes Pop Volume 4
Die zwölfte Ausgabe erschien am 21. November 2011. Zum ersten Mal wurden dazu drei Singles ausgekoppelt. Just the Way You Are von Pierce the Veil und Last Friday Night (T.G.I.F.) von Woe, Is Me erschienen am 18. Oktober 2011 beziehungsweise am 8. November 2011 vor der Veröffentlichung des eigentlichen Albums. 2012 folgte als dritte Singleauskopplung Rolling in the Deep von Go Radio.
| #   | Titel                                 | Künstler                                         | Originalkünstler         | Länge |
| --- | ------------------------------------- | ------------------------------------------------ | ------------------------ | ----- |
| 1.  | Just the Way You Are                  | Pierce the Veil                                  | Bruno Mars               | 3:43  |
| 2.  | Little Lion Man                       | Tonight Alive                                    | Mumford & Sons           | 3:53  |
| 3.  | Last Friday Night (T.G.I.F.)          | Woe, Is Me                                       | Katy Perry               | 4:02  |
| 4.  | Roll Up                               | The Ready Set feat, Mod Sun                      | Wiz Khalifa              | 3:22  |
| 5.  | F**k You!                             | Sleeping with Sirens                             | CeeLo Green              | 3:33  |
| 6.  | Rolling in the Deep                   | Go Radio                                         | Adele                    | 3:56  |
| 7.  | You Belong with Me                    | For All Those Sleeping                           | Taylor Swift             | 3:50  |
| 8.  | We R Who We R                         | Chunk! No, Captain Chunk!                        | Kesha                    | 3:26  |
| 9.  | Love the Way You Lie                  | A Skylit Drive                                   | Eminem feat. Rihanna     | 4:57  |
| 10. | Yeah 3X                               | Allstar Weekend                                  | Chris Brown              | 3:58  |
| 11. | Till the World Ends                   | I See Stars                                      | Britney Spears           | 4:05  |
| 12. | Runaway                               | Silverstein feat. Cam Hunter (Down With Webster) | Kanye West feat. Pusha T | 8:44  |
| 13. | Super Bass                            | The Downtown Fiction                             | Nicki Minaj              | 3:37  |
| 14. | Raise Your Glass (Japanische Version) | New Breed                                        | Pink                     | 3:31  |
| 15. | What the Hell (Japanische Version)    | Ashley Scared the Sky                            | Avril Lavigne            | 3:51  |
| 16. | Poker Face (Japanische Version)       | Her Name in Blood                                | Lady Gaga                | 3:50  |

Bonus-CD
1. Wooly – Breathe Carolina
2. Fall Apart – Every Avenue
3. Goodnight Moon – Go Radio
4. The Cali Buds – A Skylit Drive
5. In Friends We Trust – Chunk! No, Captain Chunk!
6. Promised Ones – Blessthefall
7. Immaculate Misconception – Motionless in White
8. Worst Thing I’ve Been Cursed With – Sparks the Rescue
9. I’m Not Dead Yet – For All Those Sleeping
10. 2012 – The Word Alive

### Punk Goes Pop Volume 5
Punk Goes Pop Volume 5 erschien am 6. November 2012 und verkaufte in der ersten Woche mehr als 21.000 Exemplare. Damit erreichte es Platz 16 der Billboard 200 und war die zweiterfolgreichste Veröffentlichung der Reihe. Auch die zweite Single Somebody That I Used to Know von Mayday Parade war sehr erfolgreich und wurde 15.000-mal heruntergeladen. Damit platzierte sich das Gotye-Cover als Nummer 13 der Alternative Digital Songs. Ausgekoppelt wurden außerdem noch Grenade von Memphis May Fire und Ass Back Home von Secrets.
| #   | Titel                        | Künstler                                          | Originalkünstler                              | Länge |
| --- | ---------------------------- | ------------------------------------------------- | --------------------------------------------- | ----- |
| 1.  | Grenade                      | Memphis May Fire                                  | Bruno Mars                                    | 3:41  |
| 2.  | Call Me Maybe                | Upon This Dawning                                 | Carly Rae Jepsen                              | 3:28  |
| 3.  | Somebody That I Used to Know | Mayday Parade feat. Vic Fuentes (Pierce the Veil) | Gotye feat. Kimbra                            | 3:25  |
| 4.  | Glad You Came                | We Came as Romans                                 | The Wanted                                    | 3:03  |
| 5.  | Some Nights                  | Like Moths to Flames                              | fun.                                          | 4:40  |
| 6.  | Billie Jean                  | Breathe Carolina                                  | Michael Jackson                               | 4:02  |
| 7.  | We Found Love                | Forever the Sickest Kids                          | Rihanna feat. Calvin Harris                   | 4:21  |
| 8.  | Boyfriend                    | Issues                                            | Justin Bieber                                 | 3:15  |
| 9.  | Girls Just Want to Have Fun  | The Maine feat. Adam Lazzara (Taking Back Sunday) | Cyndi Lauper                                  | 4:50  |
| 10. | Payphone                     | Crown the Empire                                  | Maroon 5 feat. Wiz Khalifa                    | 4:17  |
| 11. | Paradise                     | Craig Owens                                       | Coldplay                                      | 3:55  |
| 12. | Mercy                        | The Word Alive                                    | Kanye West feat. Big Sean, Pusha T & 2 Chainz | 5:24  |
| 13. | Ass Back Home                | Secrets                                           | Gym Class Heroes feat. Neon Hitch             | 3:48  |

Die japanische Version enthielt eine zweite CD.
| #  | Titel                  | Künstler              | Originalkünstler                      | Länge |
| -- | ---------------------- | --------------------- | ------------------------------------- | ----- |
| 1. | Rude Boy               | Noisemaker            | Rihanna                               | 3:56  |
| 2. | Marry You              | New Breed             | Bruno Mars                            | 3:48  |
| 3. | Live While We’re Young | Lost                  | One Direction                         | 3:34  |
| 4. | Party Rock Anthem      | Ashley Scared the Sky | LMFAO feat. GoonRock & Lauren Bennett | 4:19  |
| 5. | This Love              | Her Name in Blood     | Maroon 5                              | 3:28  |
| 6. | Baby                   | Secret7line           | Justin Bieber feat. Ludacris          | 3:12  |
| 7. | One More Time          | The Game Shop         | Daft Punk                             | 4:24  |
| 8. | Good Time              | Your Last Diary       | Owl City & Carly Rae Jepsen           | 3:39  |
| 9. | So Sick                | Fake Face             | Ne-Yo                                 | 3:03  |

### Punk Goes Christmas
Die 14. Ausgabe erschien am 5. November 2013. Sie sticht aus dem Kanon etwas hervor, handelt es sich doch in erster Linie um ein Weihnachtsalbum, wobei die meisten Songs bisher unveröffentlicht waren, aber von den Künstlern selbst stammen. Einige Coverversionen sind dennoch auf dem Album vertreten. Das Album erschien außerdem als eine auf 1.000 Stück limitierte LP-Version auf rot-grünem Vinyl.
| #   | Titl                                              | Künstler         | Originalkünstler          | Länge |
| --- | ------------------------------------------------- | ---------------- | ------------------------- | ----- |
| 1.  | Nothing for Christmas                             | New Found Glory  |                           | 3:36  |
| 2.  | Fool’s Holiday                                    | All Time Low     |                           | 3:43  |
| 3.  | I Had a Heart                                     | Real Friends     |                           | 2:39  |
| 4.  | Father Christmas                                  | Man Overboard    | The Kinks                 | 3:29  |
| 5.  | This Christmas                                    | The Summer Set   | Donny Hathaway            | 3:03  |
| 6.  | There Will Be No Christmas                        | Crown the Empire |                           | 3:08  |
| 7.  | Christmas Lights                                  | Yellowcard       | Coldplay                  | 4:02  |
| 8.  | Merry Christmas, Happy Holidays                   | Issues           | *NSYNC                    | 3:48  |
| 9.  | All I Can Give You                                | Jason Lancaster  |                           | 4:02  |
| 10. | I Don’t Wanna Spend Another Christmas Without You | The Ready Set    |                           | 3:19  |
| 11. | This Christmas Day (I’ll Burn It to the Ground)   | Set It Off!      |                           | 3:27  |
| 12. | Do You Hear What I Hear?                          | William Beckett  | The Harry Simeone Chorale | 3:11  |

### Punk Goes 90s Vol. 2
Am 1. April 2014 erschien Punk Goes 90s Vol. 2. Als Single ausgekoppelt wurde My Own Worst Enemy von Get Scared. Das Album erschien außerdem als eine auf 500 Stück limitierte LP-Version auf weißem Vinyl.
| #   | Titel                             | Künstler                  | Originalkünstler                          | Länge |
| --- | --------------------------------- | ------------------------- | ----------------------------------------- | ----- |
| 1.  | My Own Worst Enemy                | Get Scared                | Lit                                       | 3:01  |
| 2.  | Interstate Love Song              | Memphis May Fire          | Stone Temple Pilots                       | 3:14  |
| 3.  | Closer                            | Asking Alexandria         | Nine Inch Nails                           | 6:21  |
| 4.  | Everlong                          | The Color Morale          | Foo Fighters                              | 4:02  |
| 5.  | All Star                          | Chunk! No, Captain Chunk! | Smash Mouth                               | 3:20  |
| 6.  | Comedown                          | Mayday Parade             | Bush                                      | 5:32  |
| 7.  | Du hast                           | Motionless in White       | Rammstein                                 | 3:57  |
| 8.  | Today                             | Yellowcard                | The Smashing Pumpkins                     | 3:22  |
| 9.  | Torn                              | Hands Like Houses         | Ednaswap (im Stile von Natalie Imbruglia) | 3:47  |
| 10. | Southtown                         | The Ghost Inside          | P.O.D.                                    | 4:09  |
| 11. | Gangsta’s Paradise                | Falling in Reverse        | Coolio feat. L. V.                        | 3:54  |
| 12. | Good Riddance (Time of Your Life) | Ice Nine Kills            | Green Day                                 | 3:03  |

Punk Goes 90's Vol. 2 Japan Edition
Die japanische Version enthielt eine Bonusdisc mit 90er-Jahre-Covern von japanischen Bands.
| #   | Titel                        | Künstler                              | Originalkünstler            | Länge |
| --- | ---------------------------- | ------------------------------------- | --------------------------- | ----- |
| 1.  | Believe                      | ArtemA                                | Cher                        | 3:26  |
| 2.  | Guerrilla Radio              | Before My Life Fails                  | Rage Against the Machine    | 3:31  |
| 3.  | Don’t Look Back in Anger     | Cleave                                | Oasis                       | 4:16  |
| 4.  | Rock Is Dead                 | Fear From the Hate                    | Marilyn Manson              | 4:14  |
| 5.  | Falling Away from Me         | A Ghost of Flare                      | Korn                        | 3:59  |
| 6.  | Pretty Fly (for a White Guy) | Her Name in Blood                     | The Offspring               | 3:13  |
| 7.  | Nookie                       | Lost                                  | Limp Bizkit                 | 3:40  |
| 8.  | I Don’t Want to Miss a Thing | Make My Day                           | Aerosmith                   | 3:37  |
| 9.  | Heart-Shaped Box             | The Winking Owl                       | Nirvana                     | 3:56  |
| 10. | A Whole New World            | キバオブアキバ (Kiba von Akiba)       | Regina Belle & Peabo Bryson | 4:15  |
| 11. | Around the World             | ヒステリックパニック (Hysteric Panic) | Red Hot Chili Peppers       | 3:29  |

### Punk Goes Pop Vol. 6
Die 16. Ausgabe der Reihe erschien unter dem Titel Punk Goes Pop Vol. 6 am 17. November 2014. Es handelte sich um den letzten regulären Teil. Anschließend folgte eine Neuveröffentlichung dieser Ausgabe sowie die Deluxe Edition von Punk Goes Christmas.
| #   | Titel                     | Künstler                                         | Originalkünstler                      | Länge |
| --- | ------------------------- | ------------------------------------------------ | ------------------------------------- | ----- |
| 1.  | Ain’t It Fun              | Tyler Carter feat. Luke Holland (The Word Alive) | Paramore                              | 3:48  |
| 2.  | Wrecking Ball             | August Burns Red                                 | Miley Cyrus                           | 4:13  |
| 3.  | I Knew You Were Trouble   | We Came as Romans                                | Taylor Swift                          | 3:38  |
| 4.  | Turn Down for What        | Upon a Burning Body feat. Ice-T                  | DJ Snake und Lil Jon                  | 3:42  |
| 5.  | Problem                   | Set It Off!                                      | Ariana Grande feat. Iggy Azalea       | 2:59  |
| 6.  | Burn                      | Crown the Empire                                 | Ellie Goulding                        | 3:48  |
| 7.  | Drunk in Love             | Oceans Ate Alaska                                | Beyoncé feat. Jay-Z                   | 3:24  |
| 8.  | Royals                    | Youth in Revolt                                  | Lorde                                 | 3:25  |
| 9.  | Hold On, We’re Going Home | Volumes                                          | Drake feat. Majid Jordan              | 4:05  |
| 10. | Chocolate                 | Knuckle Puck                                     | The 1975                              | 3:52  |
| 11. | Sweater Weather           | Slaves                                           | The Neighbourhood                     | 3:51  |
| 12. | Stay the Night            | State Champs                                     | Zedd feat. Hayley Williams (Paramore) | 3:32  |
| 13. | Happy                     | Palisades                                        | Pharrell Williams                     | 4:09  |

Auf dem 2015er Rerelease fehlte ein TLC-Sample beim Song Problem von Set It Off, außerdem wurde Upon a Burning Body und Ice-Ts Cover von Turn Down for What nicht wieder aufgenommen. Dafür erhielt das Album folgende Bonustracks:
| #   | Titel       | Künstler       | Originalkünstler | Länge |
| --- | ----------- | -------------- | ---------------- | ----- |
| 13. | Blank Space | I Prevail      | Taylor Swift     | 4:01  |
| 14. | Chandelier  | Pvris          | Sia              | 3:37  |
| 15. | Animals     | Ice Nine Kills | Maroon 5         | 4:16  |

Bonus-CD
Wie bei den anderen Ausgaben wurde auch diesmal ein Bonus-Sampler beigelegt.
1. Blood Brothers – Oceans Ate Alaska
2. Prey for Me – The Color Morale
3. Unstoppable – Motionless in White
4. Stuck in Remission – Mayday Parade
5. Nightmare – Get Scared
6. Glass Castle – The Word Alive
7. Legendary – The Summer Set
8. Hollow Bodies – Blessthefall
9. I Don’t Love You Anymore – Real Friends
10. Poison Party (Famous) – For All Those Sleeping
11. Kids – Chunk! No, Captain Chunk!
12. The Power in Belief – Ice Nine Kills
13. Love Is a Liar’s Game – Youth in Revolt

### Punk Goes Christmas: Deluxe Edition
Die Deluxe Edition von Punk Goes Christmas erschien am 27. November 2015 und ist bis auf die folgenden Bonustracks identisch mit der Erstveröffentlichung.
| #   | Titel                                  | Künstler            | Originalkünstler                             | Länge |
| --- | -------------------------------------- | ------------------- | -------------------------------------------- | ----- |
| 4.  | 12 Days of Pop-Punk Christmas          | Sunrise Skater Kids |                                              | 3:27  |
| 9.  | Home Alone Theme                       | August Burns Red    | John Williams                                | 3:50  |
| 12. | Have Yourself a Merry Little Christmas | Being as an Ocean   | Judy Garland                                 | 2:37  |
| 14. | Sleigh Ride                            | This Wild Life      | Arthur Fiedler and the Boston Pops Orchestra | 2:56  |

### Punk Goes Pop Vol. 7
Nach anderthalbjähriger Pause erschien am 14. Juli 2017 der siebte Teil der Punk Goes Pop-Serie. Zu That’s What I Like von Dance Gavin Dance (im Original von Bruno Mars) und zur The-Amity-Affliction-Version von Can’t Feel My Face (im Original von The Weeknd) wurden Videos gedreht. Diese wurden am 1. Juni beziehungsweise am 22. Juni 2017 über YouTube veröffentlicht. Beide Lieder wurden außerdem als Singleauskopplung verwendet.
Für den 17. Juli ist ein Auftritt mehrerer Künstler vom Album unter dem Namen Punk Goes Pop Live! im Rahmen der 2017 Alternative Press Music Awards geplant.
| #   | Titel                      | Künstler                      | Originalkünstler              | Länge |
| --- | -------------------------- | ----------------------------- | ----------------------------- | ----- |
| 1.  | Stitches                   | State Champs                  | Shawn Mendes                  | 3:03  |
| 2.  | That’s What I Like         | Dance Gavin Dance             | Bruno Mars                    | 3:26  |
| 3.  | Gangsta                    | New Years Day                 | Kehlani                       | 3:54  |
| 4.  | Can’t Feel My Face         | The Amity Affliction          | The Weeknd                    | 3:20  |
| 5.  | When We Were Young         | Andy Black feat. Juliet Simms | Adele                         | 4:44  |
| 6.  | Love Yourself              | Grayscale                     | Justin Bieber                 | 3:25  |
| 7.  | Fake Love                  | Capsize                       | Drake                         | 3:09  |
| 8.  | Heathens                   | Boston Manor                  | Twenty One Pilots             | 3:46  |
| 9.  | Shape of You               | Eat Your Heart Out            | Ed Sheeran                    | 3:55  |
| 10. | Let It Go                  | The Plot in You               | James Bay                     | 4:18  |
| 11. | I Don’t Wanna Live Forever | Ice Nine Kills                | Zayn feat. Taylor Swift       | 4:24  |
| 12. | Closer                     | Seaway                        | The Chainsmokers feat. Halsey | 4:12  |
| 13. | In the Name of Love        | Too Close to Touch            | Martin Garrix & Bebe Rexha    | 3:16  |

### Punk Goes Acoustic Vol. 3
Punk Goes Acoustic Vol. 3 erschien am 26. Juli 2019 als CD sowie digitales Album. Es ist das erste Akustikalbum des Labels seit 2007 und das erste Album seit dem 2015er Punk Goes Christmas, das Originalstücke der Bands beinhaltet. Als besondere Werbung wandelte das Label seine Homepage für einen Tag in eine interaktive MySpace-ähnliche Seite um.
| #   | Titel                                       | Künstler                                     | Länge |
| --- | ------------------------------------------- | -------------------------------------------- | ----- |
| 1.  | Story of My Bros                            | Dance Gavin Dance                            | 3:06  |
| 2.  | Act Appalled                                | Circa Survive                                | 3:20  |
| 3.  | A Decade Under the Influence                | Taking Back Sunday                           | 4:12  |
| 4.  | Screaming Infidelities                      | Dashboard Confessional feat. Abigail Sevigny | 4:28  |
| 5.  | Take This to Heart                          | Mayday Parade                                | 4:13  |
| 6.  | Colorblind                                  | Movements                                    | 3:44  |
| 7.  | A Boy Brushed Red Living in Black and White | Underoath                                    | 4:47  |
| 8.  | Come Out to L.A.                            | Don Broco                                    | 3:11  |
| 9.  | Wolf in Sheep’s Clothing                    | Set It Off                                   | 3:52  |
| 10. | Okay                                        | As It Is                                     | 3:64  |
| 11. | Atlantic                                    | Grayscale                                    | 3:50  |
| 12. | Hand Grenade                                | The Almost                                   | 4:16  |